# Quincy Adams Gillmore
Quincy Adams Gillmore, född 25 februari 1825 i Lorain, Ohio, död 11 april 1888 i Brooklyn, var en nordamerikansk militär och författare, general i nordstatsarmén.
Gillmore utnämndes 1849 till sekundlöjtnant vid ingenjörskåren, tjänstgjorde 1852–1856 som biträdande instruktör vid krigsskolan i West Point och utmärkte sig under inbördeskriget särskilt vid intagandet av Fort Pulaski i Georgia (april 1862). Som brigadgeneral vid de frivilliga förde Gillmore befälet i slaget vid Somerset (mars 1863) och ledde belägringen av Charleston. Vid krigets slut (1865) erhöll han avsked från sin tjänst vid de frivilliga och avancerade sedan i ingenjörskåren till överste. Gillmore utgav en mängd tekniska skrifter och en intressant skildring av belägringsarbetena vid Charleston.